# Schoenbekooievaar
De schoenbekooievaar (Balaeniceps rex) is een vogel uit de familie Balaenicipitidae. Het is het enige lid van deze familie.

## Kenmerken
Deze vogel heeft een grijs verenkleed. Dankzij zijn brede bek kan hij makkelijk vis vangen (scheppen) in troebel water. De lichaamslengte bedraagt 110 tot 140 cm en het gewicht 5,5 tot 6,5 kg. Een schoenbekooievaar kan tot 50 jaar oud worden. Ze zijn pas in hun vierde levensjaar geslachtsrijp.

## Leefwijze
De schoenbekooievaar, een dier dat grotendeels solitair leeft, verblijft in de natte gebieden en moerassen van de Suddregio, in noordelijk Oost-Afrika en langs de Riftvallei tot aan Zambia. Hoewel hij neerstrijkt en slaapt in bomen, bevindt hij zich meestal op de grond, in de buurt van water. De schoenbekooievaar is een trage vogel en brengt de meeste tijd door met onbeweeglijk stilstaan, terwijl hij uitrust en spiedt naar vis. Als hij wil vliegen, stellen zijn sterke vleugels hem in staat om na een paar sprongen vrijwel verticaal op te stijgen. Hij zweeft op de thermiek met zijn nek ingetrokken, dicht tegen zijn lijf aan.
De schoenbekooievaar jaagt door zijn prooi in een hinderlaag te lokken. Hij wacht op de oever van zandbanken met drijvende vegetatie tot een vis langszwemt. De snavel van deze anders zo trage vogel wijst daarbij naar beneden. Als hij een vis ziet, stoot hij plots zijn kop naar voren, waardoor zijn hele lijf in het water valt. Dan duwt hij zijn kop onder water. Zijn zware en vlijmscherpe snavel kan de vis makkelijk grijpen, pletten en doorboren in één beslissende beweging. Als hij eenmaal ondergedompeld is geweest, kost het hem heel wat moeite om weer op zijn poten te staan. Hij moet zich daarvoor met zijn vleugels tegen de modderige bodem afzetten.

## Voortplanting
Paren van deze niet-sociale vogels bouwen hun nest zo ver mogelijk van anderen vandaan als hun leefgebied het toelaat. Ze verdedigen hun nest agressief. Het nest wordt vaak gebouwd in een moeras, op een platform van dikke vegetatie in diep water. Vrouwtjes leggen gewoonlijk twee blauwwitte, kalkachtige eieren, die beide ouders ongeveer een maand lang uitbroeden. Ze draaien de eieren en maken ze op hete dagen kletsnat in het water om ze koel te houden. Meestal wordt maar één kuiken volwassen.

## Verspreiding
Deze soort komt voor in de Sudd in Zuid-Soedan, rond het Tanameer in Ethiopië, in Oeganda, in West-Tanzania en in de Bangweulu-moerassen in Zambia.

## Status
In 1997 werd de totale schoenbekooievaarpopulatie geschat op zo'n 12.000 tot 15.000 vogels. De afgelegen ligging van hun moerasland bood ze voorheen nog enige bescherming. Verwoestijning van het leefgebied in de Sudd en in Zambia bedreigt hen echter nu. Het droogleggen van moerasland voor landbouw en het Jonglai-kanaalproject (Soedan) zullen ernstige schade toebrengen aan de populatie. In 2018 werd de grootte van de populatie door BirdLife International geschat op 3.300 tot 5.300 volwassen individuen. Volgens een nieuwe telling in 2019 bleken er nog maar 2.500 in het wild te leven. Om deze redenen staat deze soort als kwetsbaar op de Rode Lijst van de IUCN.
In 2008 slaagde het Belgische dierenpark Pairi Daiza er als eerste park ter wereld in om deze bedreigde dieren zich buiten hun natuurlijke leefmilieu te laten voortplanten.